# Крых, Ирина Ивановна
Ирина Ивановна Любчак-Крых (при рождении Любчак; укр. Ірина Іванівна Любчак-Крих; 16 октября 1906, Львов — 16 ноября 1984, Львов) — украинская пианистка и музыкальный педагог. Жена пианиста Юрия Крыха, мать Марии Крых-Угляр и Лидии Крых.

## Биография
Окончила Высший музыкальный институт имени Лысенко во Львове (1926), ученица Олены Ясеницкой-Волошин и Василия Барвинского, затем — львовскую частную Консерваторию имени Шимановского (1930) по классу Мариана Домбровского.
В 1928 году стала первым директором отделения Высшего музыкального института имени Лысенко в Тернополе, где преподавала музыкально-теоретические дисциплины. Одновременно широко концертировала в Галиции, сольно и в дуэте с мужем. В 1930—1932 гг., не прерывая учебной и концертной деятельности, совершенствовала своё исполнительское мастерство под руководством Барвинского, а в 1932—1934 гг. — в Вене у Эдуарда Штойермана.
После аннексии Западной Украины Советским Союзом в 1939—1941 гг. преподавала в Тернополе в музыкальных школах для детей и взрослых. В 1944 году была приглашена на кафедру фортепиано Львовской государственной консерватории, с 1946 года доцент, с 1956 года профессор, в 1952—1955 гг. заведовала кафедрой. Среди её учеников — композитор Богдана Фильц, музыковед Галина Конькова, пианистка Мария Тарнавецкая. Выступала также как редактор фортепианных произведений современных украинских композиторов — Станислава Людкевича, Нестора Нижанковского, Мирослава Скорика, Анатолия Кос-Анатольского, Николая Колессы и других.
Дочери, Мария Крых-Угляр и Лидия Крых, — также пианистки и музыкальные педагоги.